# Дупатта

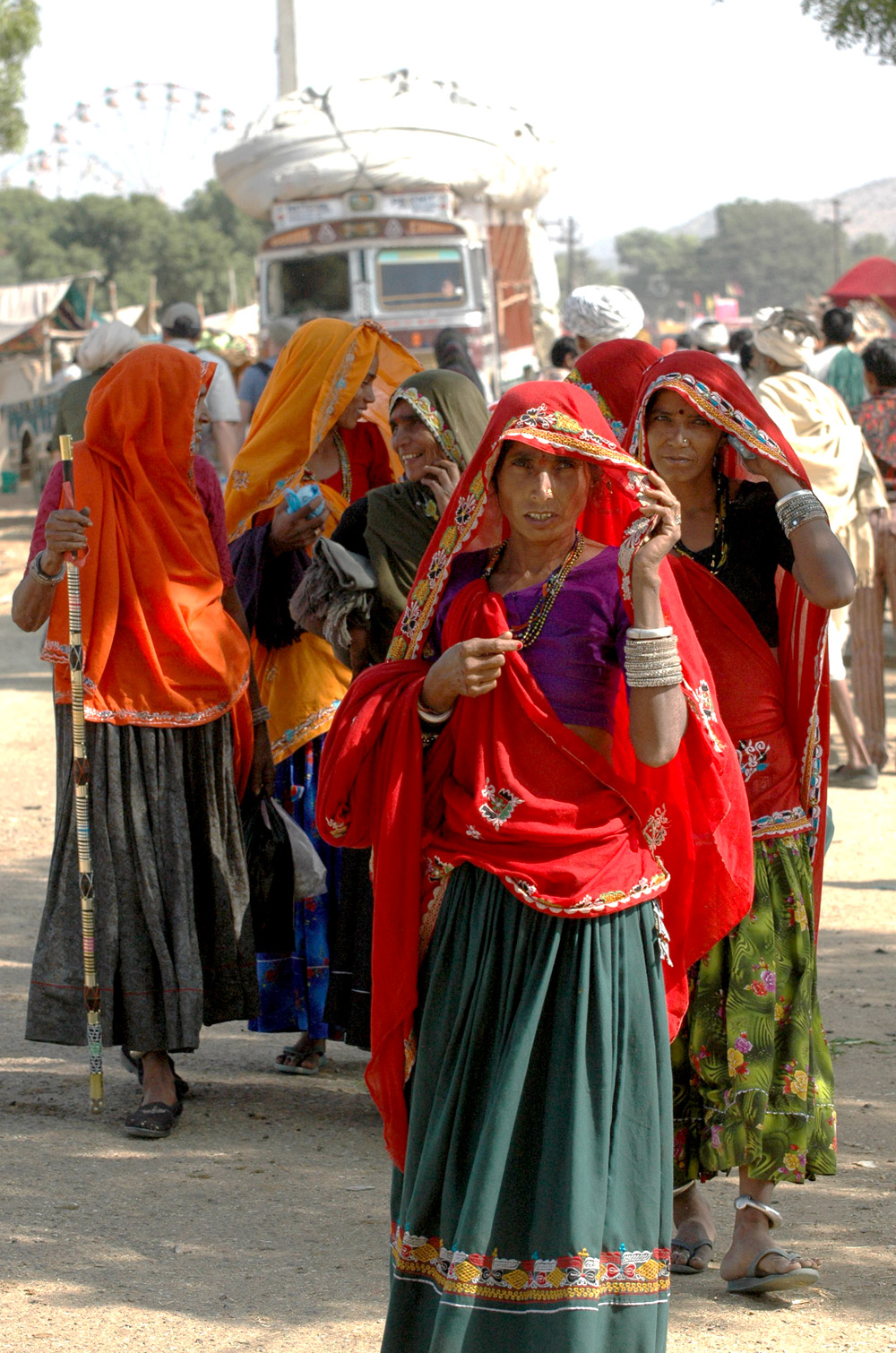
Женщины из Джайпура (Индия) в лехенга-чоли и дупатте.

Дупатта (хинди दुपट्टा, в.-пандж. ਦੁਪੱਟਾ/ਚੁੰਨੀ, دوپٹا‎, урду دوپٹا‎‎)  (другие названия чадар-орни / орна (бенг. ওড়না), чунри, чунни and пачери) — это длинный, универсальный шарф, который носят многие женщины в Южной Азии, подбирающие её под свою одежду. Дупатту чаще всего носят вместе с шальвар-камизом и куртой, но также могут носить поверх чоли или гхарары. Дупатта в южно-азиатском женском костюме давно считается символом скромности.